# Esperiopsis bathybia
Esperiopsis bathybia är en svampdjursart som beskrevs av Guilherme A.M.Lopes och L. Hajdu 2004. Esperiopsis bathybia ingår i släktet Esperiopsis och familjen Esperiopsidae. Inga underarter finns listade i Catalogue of Life.